# Francisco Reiguera
Francisco Reiguera (n. Madrid, España; 9 de noviembre de 1899 - f. Cd. de México, México; 15 de marzo de 1969) fue un actor, director, guionista y productor de la Época de Oro del cine mexicano.

## Biografía
Francisco Reiguera Pérez inició su carrera como actor infantil en la compañía de teatro Arte Español en 1907.
Debutó en el cine en la película de origen francés Germinal (Dir. Albert Capellani, 1912). En 1917 se trasladó a Hollywood en donde intentó consolidar su carrera de actor. Ya maduro como persona y como actor.
El 15 de abril de 1940 el cónsul mexicano en París Gilberto Bosques lo documentó como asilado político para dirigirse a México.
Viajó a México para actuar en la que fue su primera película en México: Jesús de Nazareth, (Dir. José Díaz Morales de 1942).
Vino después su incursión como director, productor y guionista: Yo soy usted (1943), trabajo que le valió la invitación para ser guionista de El secreto de la solterona (Dir. Miguel M. Delgado, 1943). Esperó alrededor de una década para dirigir su segunda y última película, Ofrenda (1953).
Entre 1942 y 1969 Francisco Reiguera actuó en alrededor de 105 películas bajo las órdenes de directores destacados, entre los que se encuentran Alejandro Galindo, Miguel M. Delgado, Juan Bustillo Oro, Fernando Cortés, Emilio "Indio" Fernández y Luis Buñuel.
Colaboró con el realizador estadounidense Orson Welles que le encomendó el papel de Don Quijote (1955). Basada en la obra de Miguel de Cervantes, esta película se estrenó 37 años después, en 1992.

### Trayectoria
De sus participaciones más destacadas como actor cinematográfico podemos mencionar: Jesús de Nazareth (Dir. José Díaz Morales, 1942); Hay muertos que no hacen ruido (Dir. Humberto Gómez Landero, 1946); Rocambole (Dir. Ramón Peón, 1946); En tiempos de la Inquisición (Dir. Juan Bustillo Oro, 1946); El supersabio (Dir. Miguel M. Delgado,1948); Calabacitas tiernas (Dir. Gilberto Martínez Solares, 1948); Salón México (Dir. Emilio "Indio" Fernández, 1948); Sangre torera (Dir. Joaquín Pardavé, 1949); Víctimas del pecado (Dir. Emilio "Indio" Fernández, 1950); ¡Mátenme porque me muero! (Dir. Ismael Rodríguez, 1951); El ceniciento (Dir. Gilberto Martínez Solares, 1951); Las locuras de Tin-Tan (Dir. Gilberto Martínez Solares, 1951); El dinero no es la vida (Dir. José Díaz Morales, 1951); Subida al cielo (Dir. Luis Buñuel, 1952); El ruiseñor del barrio (Dir. Jaime Salvador, 1951); El último round (Dir. Alejandro Galindo, 1952); La rebelión de los colgados (Dir. Emilio "Indio" Fernández / Alfredo B. Crevenna, 1954); Pancho López (Dir. René Cardona, 1956); Chucho el roto (Dir. Manuel Muñoz Rodríguez, 1959); Juventud rebelde / Jóvenes y rebeldes (Dir. Julián Soler, 1961); Simón del desierto (Dir. Luis Buñuel, 1964); 5 de chocolate y 1 de fresa (Dir. Carlos Velo, 1967); Shark! (Dir. Sam Fuller, 1969), película realizada en Estados Unidos y Don Quijote (Dir. Orson Welles, 1955-1992).
Cabe mencionar que su última intervención como actor del cine mexicano fue en la cinta Super Colt 38 (Dir. Federico Curiel, 1969).
El escritor Carlos Monsiváis, refiriéndose a los "Rostros Complementarios": "Son ellos (como exorcismos contra el olvido) María Gentil Arcos y Conchita Gentil Arcos, Eduardo "El Nanche" Arozamena, Alfonso "El Indio" Bedoya, Dolores Camarillo "Fraustita", Hernán "El Panzón" Vera, Eufrosina García "La Flaca", Lupe Inclán, Manolo Noriega, Armando Arreola "Arreolita", Arturo Soto Rangel, Salvador Quiroz, José Baviera, Miguel Manzano, Gilberto González, Francisco Reiguera, Charles Rooner... A fin de cuentas no son muchos, pero sus años en la pantalla los convierten en la tribu..."